# Moderne vijfkamp op de Olympische Zomerspelen 2012
De moderne vijfkamp is een van de sporten die beoefend werden tijdens de Olympische Zomerspelen 2012 in Londen.
De moderne vijfkamp op de Olympische Zomerspelen omvat twee onderdelen, een toernooi voor mannen en een voor vrouwen. De wedstrijden vonden op 11 (mannen) en 12 augustus (vrouwen) plaats. Het schermen vond plaats in de Handball Arena, het zwemmen in het London Aquatics Centre en het paardrijden en hardlopen/schieten in het Greenwich Park.
Tijdens deze editie werd het schieten en het hardlopen voor het eerst gecombineerd, op de wijze die ook wordt toegepast in het biatlon. Ook de volgorde van de onderdelen werd aangepast: achtereenvolgens schermen, zwemmen, paardrijden en het hardlopen/schieten. Het paardrijden en het hardlopen/schieten werden binnen een tijdsbestek van 1,5 uur afgewerkt op dezelfde locatie. Het doel hiervan was om de sport interessanter voor het publiek en de commercie te maken.

## Kwalificatie
Zowel bij de mannen als bij de vrouwen konden 36 personen zich kwalificeren voor de Spelen. Gastland Groot-Brittannië was automatisch verzekerd van een deelnemer bij zowel de mannen als bij de vrouwen. Van de overige 35 startbewijzen werden er 26 verdeeld via verscheidene toernooien (zowel mondiaal als continentaal), zeven tickets op basis van de wereldranglijst van 1 juni 2012 en ten slotte werden er twee startbewijzen vergeven door de olympische tripartitecommissie.

## Programma
| Onderdeel | Datum       | Tijd (MEZT) |
| --------- | ----------- | ----------- |
| Mannen    | 11 augustus | 10:00-20:10 |
| Vrouwen   | 12 augustus | 09:00-19:00 |

## Medailles
| Onderdeel | Goud | Goud               | Zilver | Zilver          | Brons | Brons        |
| --------- | ---- | ------------------ | ------ | --------------- | ----- | ------------ |
| Mannen    | CZE  | David Svoboda      | CHN    | Cao Zhongrong   | HUN   | Ádám Marosi  |
| Vrouwen   | LTU  | Laura Asadauskaitė | GBR    | Samantha Murray | BRA   | Yane Marques |

### Medaillespiegel
| Plaats | Land             | NOC    | Goud | Zilver | Brons | Totaal |
| ------ | ---------------- | ------ | ---- | ------ | ----- | ------ |
| 1      | Litouwen         | LTU    | 1    | 0      | 0     | 1      |
| 1      | Tsjechië         | CZE    | 1    | 0      | 0     | 1      |
| 3      | China            | CHN    | 0    | 1      | 0     | 1      |
| 3      | Groot-Brittannië | GBR    | 0    | 1      | 0     | 1      |
| 5      | Brazilië         | BRA    | 0    | 0      | 1     | 1      |
| 5      | Hongarije        | HUN    | 0    | 0      | 1     | 1      |
| Totaal | Totaal           | Totaal | 2    | 2      | 2     | 6      |